# Samochód RC 2

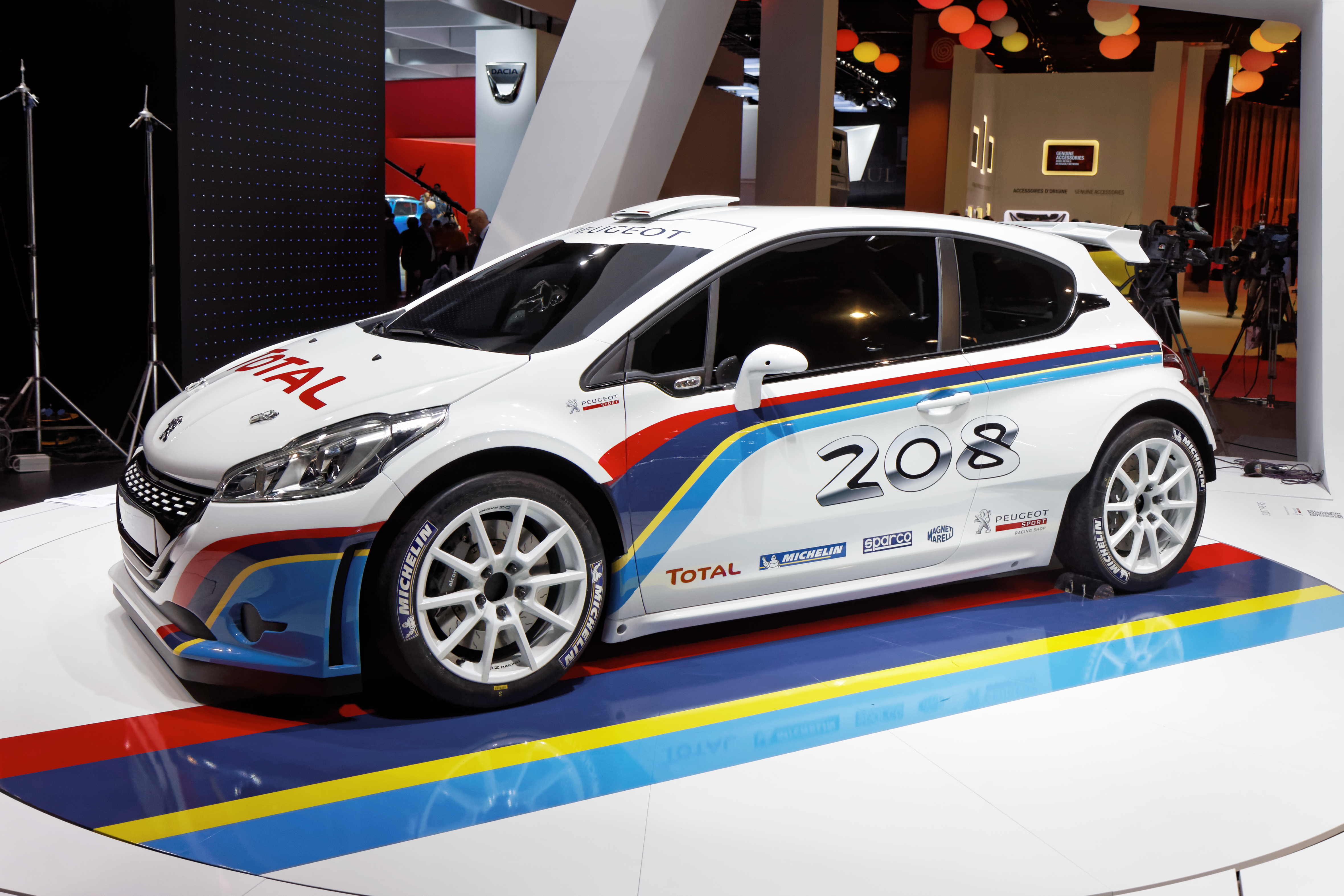
Peugeot 208 R5

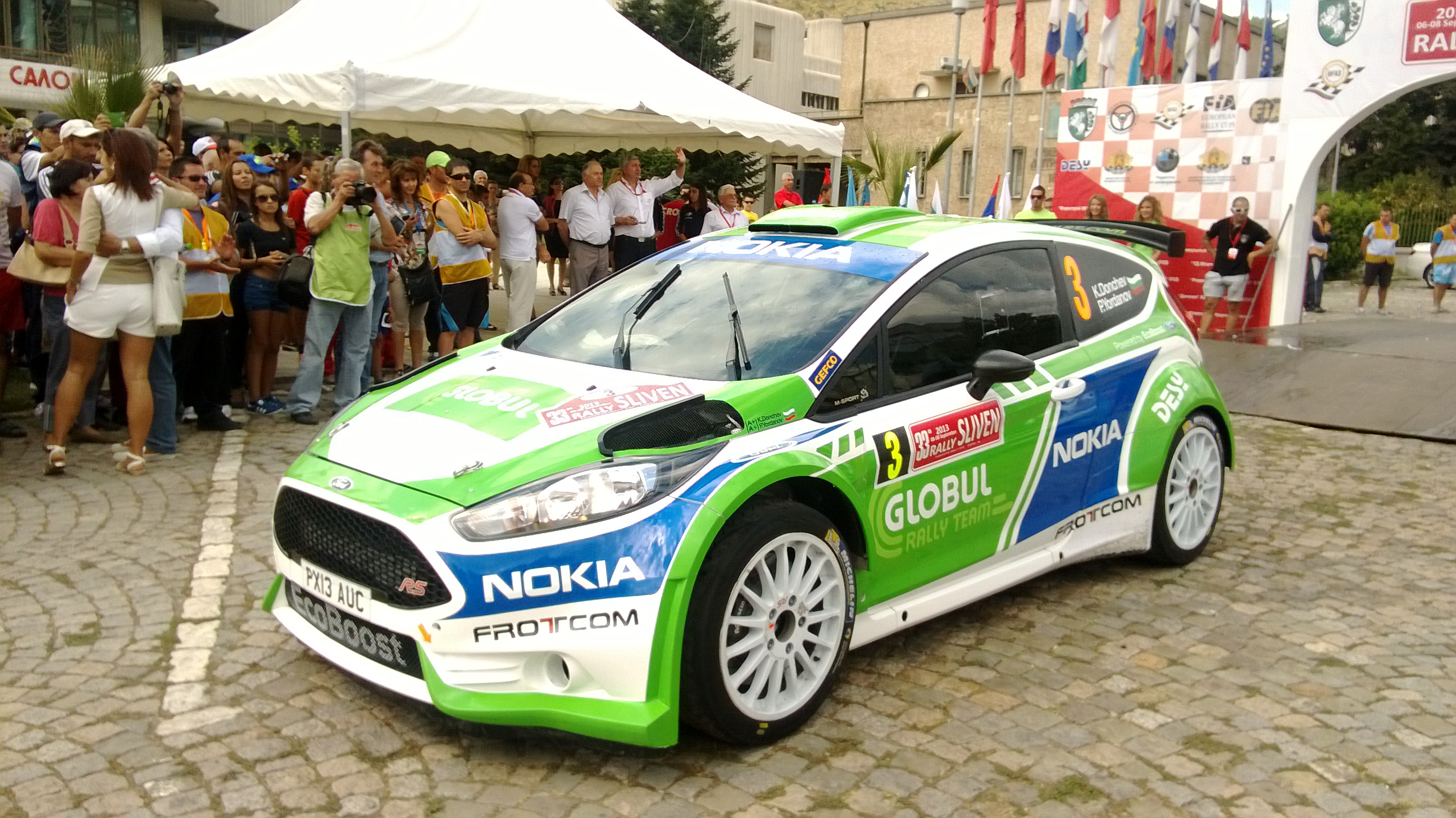
Ford Fiesta R5

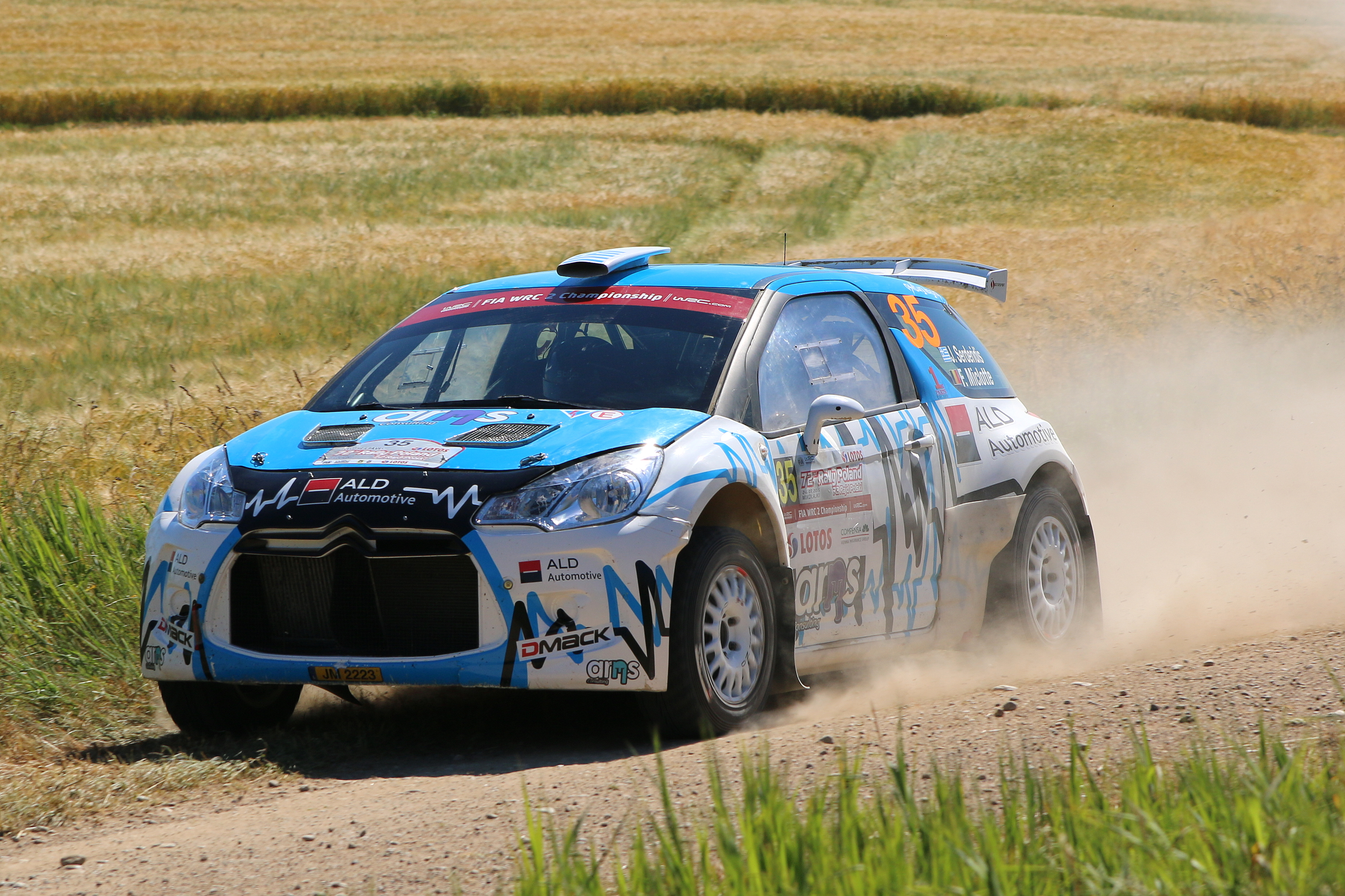
Citroën DS3 R5

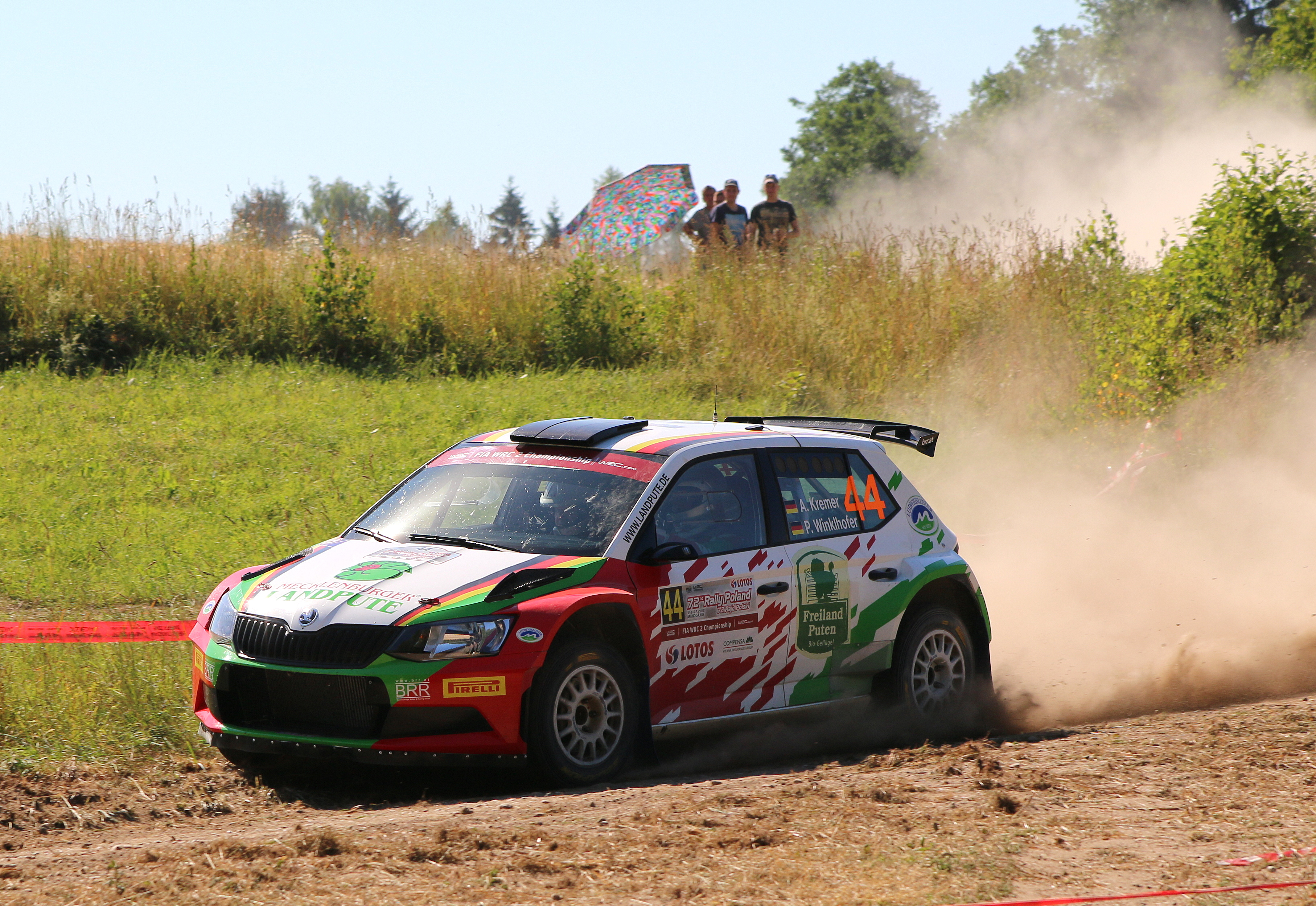
Škoda Fabia R5

Samochody klasy RC2, to samochody rajdowe należące do grupy R5. Od sezonu 2014 Klasa RC2 to według przepisów FIA najwyższa kategoria pojazdów, jakimi można się ścigać w mistrzostwach regionalnych, czyli cyklach rangi niższej niż Rajdowe mistrzostwa świata. W założeniach FIA samochody te maja zastąpić auta klasy RRC i S2000.  
To pojazdy opracowane na bazie modeli seryjnych i wyprodukowanych w liczbie co najmniej 25 tysięcy sztuk. Do budowy tych aut używane są elementy seryjnej produkcji, a założeniu FIA samochód ten ma kosztować nie więcej niż 180 tys. euro. Według przepisów FIA masa własna samochodu nie może przekroczyć 1200 kg, maksymalną szerokość nadwozia ustalono na 1820 mm, silnik to jednostka o pojemności 1600 ccm, turbodoładowana o mocy ok. 280 km, średnica zwężki w sprężarce 32 mm. Kluczowe części, jak tłoki, korbowody, głowice czy koła zamachowe, można homologować w wariancie VR5, bądź też użyć elementów z silnika seryjnego. Układy regulacji faz rozrządu są dopuszczone, o ile wykorzystuje je seryjny wóz. Auta klasy R5 z założenia mają napęd na cztery koła, pięciostopniową przekładnię sekwencyjną oraz są pozbawione aktywnego centralnego mechanizmu różnicowego.
Przykłady samochodów klasy R5
- Peugeot 208 T16
- Ford Fiesta R5
- Citroën DS3 R5
- Škoda Fabia R5
- Mitsubishi R5
- Hyundai i20 R5[4]